# František Josef Havelka
František Josef Havelka, křtěný Franz Josef, psedonym Proboštovský, F. (7. listopadu 1882 Proboštov - 27. září 1947 Teplice), byl český malíř, grafik, publicista a zeměpisec.

## Život
František Josef Havelka se narodil poblíž města Teplice v obci Proboštov v rodině měšťana a majitelem hospody v Běhánkách Mathiase Havelky a jeho ženy Anny rodem Braunerové. František měl ještě tři sourozence, staršího bratra Františka Václava *1881, který však záhy zemřel, mladší sestru Eleonoru *1884 a bratra Josefa *1885, ten však roku 1892 také zemřel. Základní vzdělání získal v novosedlické škole a následně se v Teplicích vyučil typografem a odešel na zkušenou po Čechách a tehdejším Německu.
V tehdejším německém městě Bermenu (dnes Wuppertal) vystudoval Uměleckoprůmyslovou školu, poté odešel do Düsseldorfu, kde vzápětí složil litografickou mistrovskou zkoušku. Jako již zkušený litograf nějaký čas působil ve švédském městě Malmö, později absolvoval ještě Královskou akademii umění a uměleckých řemesel v Lipsku. Poté ještě navštívil Belgii, Nizozemsko a Dánsko. Havelka rovněž od roku 1912 působil jako učitel kreslení v tehdejším Rusku, konkrétně ve městech Tbilisi na Kavkaze, kde také vydal knihu o plošné ornamentice a uměleckém písmu. Poté se stal profesorem kreslení na univerzitě v sibiřském městě Tomsku, kde si doplnil gymnazijní vzdělání, když složil maturitu. Před první světovou válkou se vrátil do Čech, v roce 1912 vystavoval svá díla v pražském Rudolfinu a rovněž zde v roce 1914 vydal cestopisné dílo Sibiř.
Na počátku první světové války byl na základě udání obžalován z velezrady a vyzvědačství a následně po tři roky vězněn v terezínské a josefovské pevnosti, odkud byl deportován do internační stanice v Gölersdorfu v Dolním Rakousku. Zde se seznámil B. Vrbenským a V. Klofáčem a dalšími několika anarchisty. Od roku 1916 do roku 1917 byl vězněn na brněnském hradě Špilberku. Po propuštění z vězení byl v roce 1917 poslán na italskou frontu.
Po ukončení světové války popsal své válečné zážitky v několika knihách, Zápisky z vyhnanství, Děti mučedníci a Na italskou frontu a zpět. V nově vzniklé republice pracoval jako osobní tajemník ministra B. Vrbenského a podílel se na poválečné konsolidaci severních Čech. Později se zúčastnil i zestátnění státních dolů v Mostě, což detailně popsal v knize Dokumenty naší národní revoluce. V letech 1924-1926 studoval na přírodopisné fakultě Univerzity Karlovy, kde složil doktorát z přírodních věd a později pak účelně uplatňoval své rozsáhlé znalosti z mnoha oborů.
Po druhé světové válce se vrátil do Teplic, kde 27. září roku 1947 zemřel.
Během svého profesního života vytvořil nespočet litografií, linorytů, dřevorytů a zinkografií. Vytvořil též množství obrazů, jak olejomaleb, temper a akvarelů. František Josef Havelka též vynalezl nový způsob plošného tisku, který znamenal velký pokrok v grafické a reprodukční práci – tzv. promítání z negativu přímo na zinkovou desku nebo litografický kámen.

## Dílo

### Literární (výběr)
- 1916 Josef František Havelka, Zápisky z vyhnanství, 238 str. 1916, vydal Emil Šolc
- 1919 Josef František Havelka, Sibiř - Illustrovaný sborník článků, 64 tr. 1919, vydal Emil Šolc
- 1923 Josef František Havelka, Děti – mučedníci, 39 str. 1923, vydal F. Žďárský[6]
- 1925 Josef František Havelka, Na italskou frontu a zpět, 1925, vydalo nakl. Vesmír
- 1928 Josef František Havelka, Na Kavkaz, 103 str. 1928, vydal Joža Jích[7]
  - 1928 Josef František Havelka, Ledovým oceánem do Sibiře, 91 str. 1928, vydal Joža Jícha[8]
- 1929 Josef František Havelka, Sibiř (informativní studie), 96 str. 1926 , vydal Emil Šolc

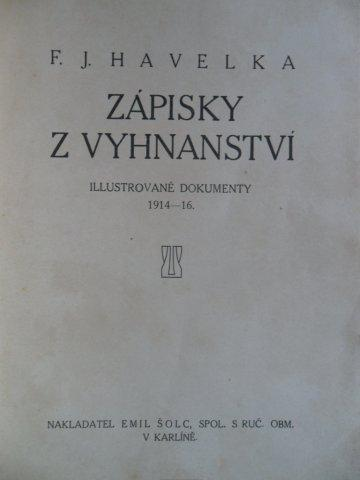
F. J. Havelka – Zápisky z vyhnanství ilustrované dokumenty 1914-16, nakladatelství Emil Šolc Karlín
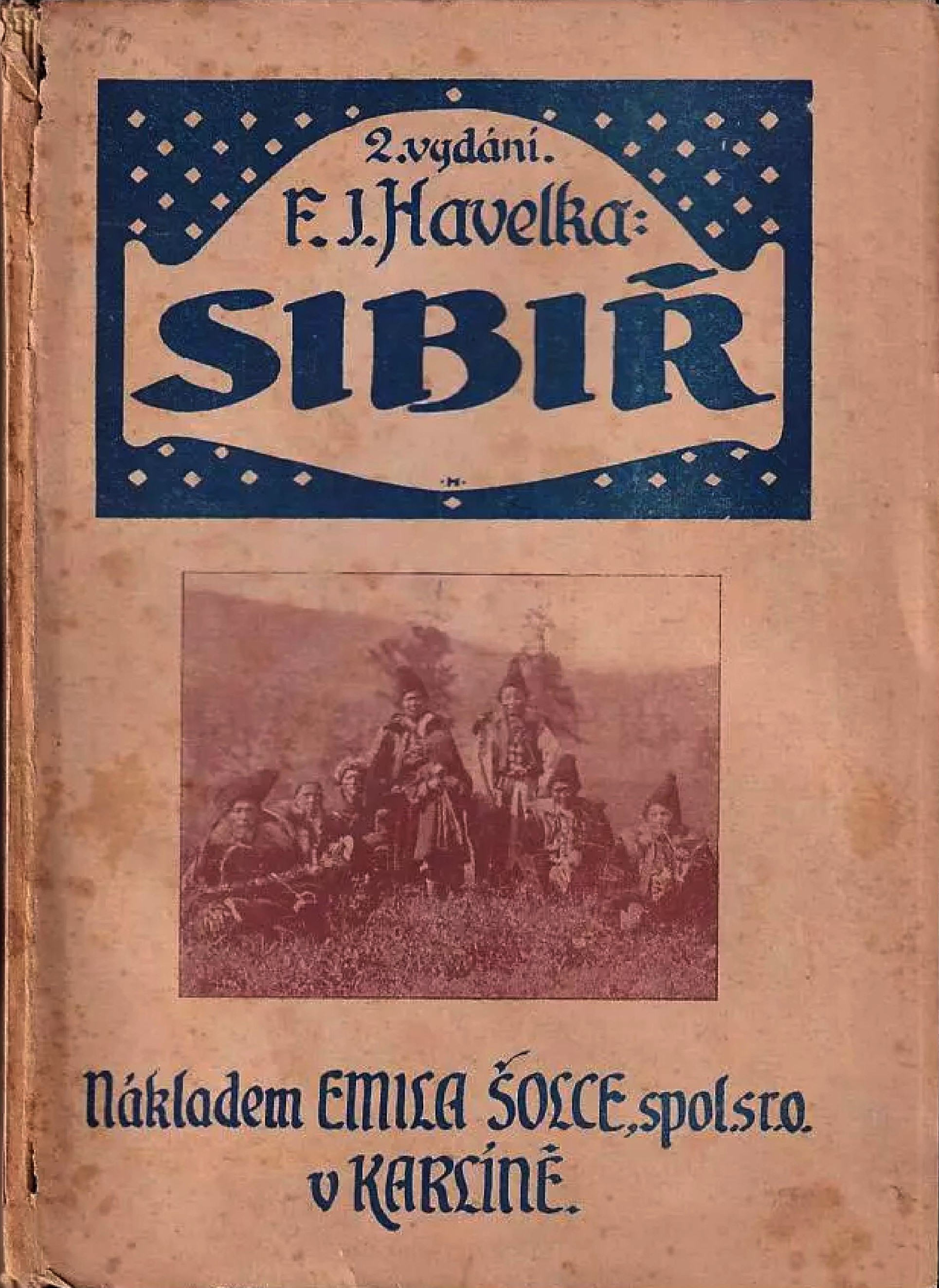
F. J. Havelka – Sibiř 2. vydání, 1919, nakladatelství Emil Šolc Karlín
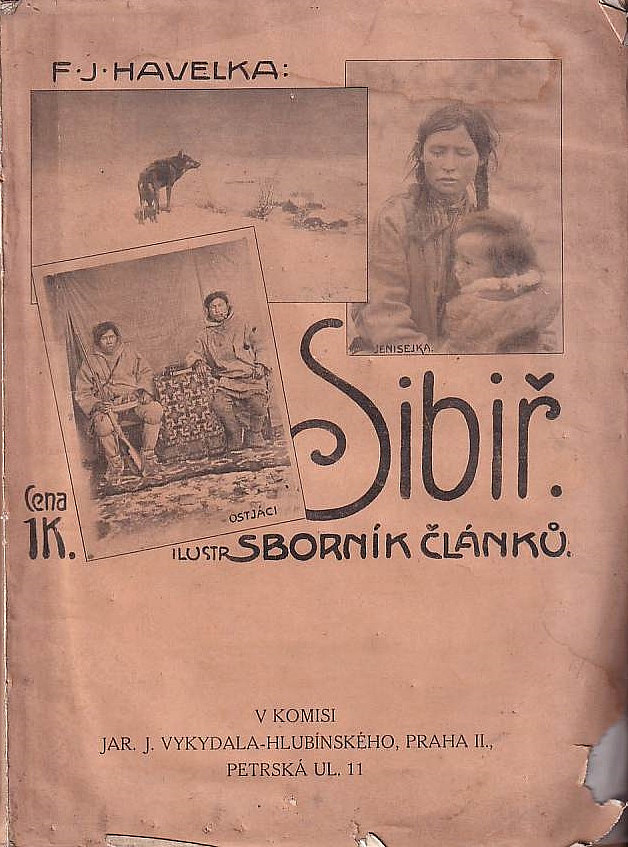
F. J. Havelka, Sibiř - Ilustrovaný sborník článků, 1919 vydal Emil Šolc

### Malířské

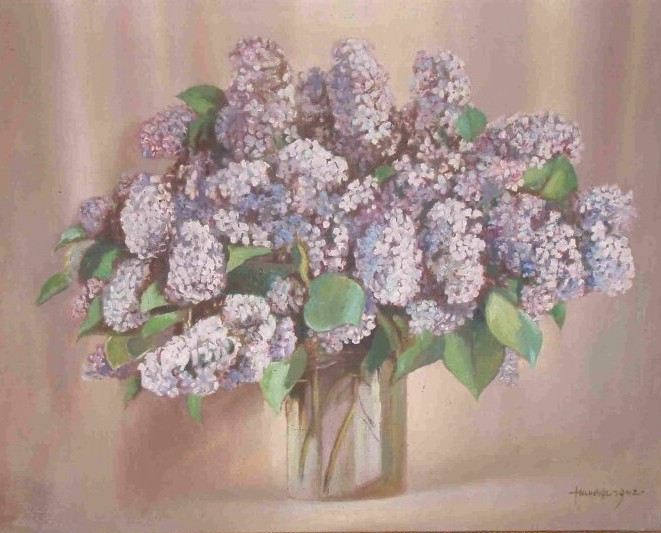
Šeříky (olej na plátně) 1942
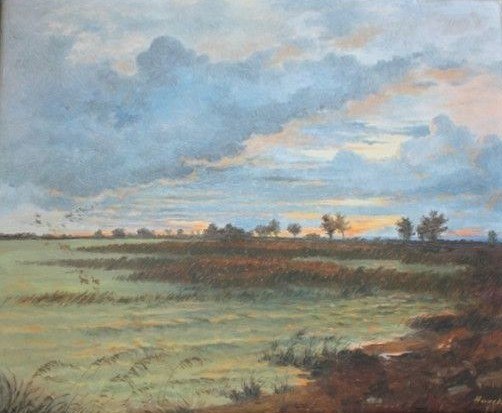
Krajina s vodou (olej na sololitu) 1947